# Ziferblat
Ziferblat (ukrainisch Циферблат Zyferblat) ist eine ukrainische Band. Sie vertrat die Ukraine beim Eurovision Song Contest 2025 in Basel mit ihrem Lied Bird of Pray.
Der Bandname ist im Ukrainischen ein Lehnwort vom deutschen Zifferblatt.

## Geschichte
Ziferblat wurde 2015 von den Zwillingsbrüdern Danyjil und Walentyn Leschtschynskyj gegründet, später stieß der Schlagzeuger Fedir Chodakow zur Gruppe.
2017 veröffentlichte die Band ihre Debüt-EP Kinoseans (Кіносеанс), zwei Jahre später traten sie mit ihrem Lied Wnotschi (Вночі) bei der ukrainischen Version von X-Factor auf. In der Folge veröffentlichten sie zahlreiche Singles sowie 2023 ihr Album Peretworennja (Перетворення). Im gleichen Jahr gewannen sie den Muzvar Award in der Kategorie „Beste neue Namen der alternativen Musik“.
2024 nahmen Ziferblat an Widbir, dem ukrainischen Vorentscheid für den Eurovision Song Contest 2024, mit ihrem Lied Place I Call Home teil und belegten hinter den Gewinnerinnen Jerry Heil und Alyona Alyona den zweiten Platz. Im darauffolgenden Jahr traten sie erneut bei Widbir an und konnten den Wettbewerb dieses Mal mit dem Lied Bird of Pray gewinnen. Sie vertraten die Ukraine beim Eurovision Song Contest 2025 in Basel und belegten dort den 9. Platz.

## Diskografie
Alben
- 2023: Перетворення (Peretworennja)
- 2025: Of Us

EPs
- 2017: Кіносеанс (Kinoseans)

Singles
- 2019: Вночі (Wnotschi)
- 2022: Земля (Semlja)
- 2022: Для чого ти прийшла (Dlja tschoho ty pryjschla)
- 2023: Диско-Фанко Терапія (Dysko-Fanko Terapija)
- 2023: Place I Call Home
- 2024: Літаки (Litaky)
- 2024: Друг (Druh)
- 2024: Дотепер і назавжди (Doteper i nasawschdy; feat. Tember Blanche)
- 2025: Bird of Pray